# Vidad Casablanca
A Vidad Casablanca egy marokkói profi labdarúgócsapat Casablanca városában, amely a marokkói első osztályban, a Botola-ban szerepel. Hazai mérkőzéseit a 45 000 néző befogadására alkalmas Stade Mohammed V-ben játssza. A bajnoki címet 22-szer szerezték meg.

## Sikerek
Botola
- Bajnok (22): 1948, 1949, 1950, 1951, 1955, 1957, 1966, 1969, 1976, 1977, 1978, 1986, 1990, 1991, 1993, 2006, 2010, 2015, 2017, 2019, 2021, 2022

Marokkói Kupa
- Győztes (9): 1970, 1978, 1979, 1981, 1989, 1994, 1997, 1998, 2001

CAF-bajnokok ligája
- Győztes (3): 1992, 2017, 2022

CAF-szuperkupa
- Győztes (1): 2018

Kupagyőztesek Afrika-kupája
- Győztes (1): 2002

## Játékoskeret
2022. augusztus 11. szerint.
| #  |     | Poszt | Név                  |
| -- | --- | ----- | -------------------- |
| 1  | MAR | K     | Yanis Henin          |
| 2  | MAR | KP    | Ismail Moutaraji     |
| 3  | ALG | V     | Houcine Benayada     |
| 5  | MAR | KP    | Jahja Dzsabrán       |
| 6  | MAR | KP    | Anas Serrhat         |
| 7  | MAR | KP    | Zouhair El Moutaraji |
| 8  | MAR | KP    | Reda Jaadi           |
| 9  | SEN | CS    | Bouly Sambou         |
| 10 | MAR | KP    | Ayman El Hassouni    |
| 11 | MAR | CS    | Mohamed Ounajem      |
| 13 | MAR | KP    | Abdellah Haimoud     |
| 14 | MAR | V     | Jahja Atjat Állah    |
| 15 | MAR | KP    | Jalal Daoudi         |
| 16 | MAR | V     | Hamza Asrir          |
| 17 | MAR | CS    | Badie Aouk           |
| 21 | MAR | KP    | Houmam Baaouch       |

| #  |     | Poszt | Név                   |
| -- | --- | ----- | --------------------- |
| 22 | MAR | V     | Ayoub El Amloud       |
| 23 | MAR | V     | Souhail Amri          |
| 24 | MAR | V     | Mohamed Rahim         |
| 25 | MAR | V     | Amine Farhane         |
| 26 | MAR | K     | Áhmed Reda Tagnútí    |
| 28 | LBY | CS    | Muaid Ellafi          |
| 30 | MAR | CS    | Saifeddine Bouhra     |
| 31 | MAR | KP    | Hamza Ait Allal       |
| 32 | MAR | K     | Júszuf el-Motí        |
| 33 | MAR | CS    | Hamid Ahadad          |
| 34 | MAR | CS    | Salaheddine Benyachou |
| 35 | COD | V     | Arsène Zola           |
| 37 | MAR | CS    | Mounsef Chrachem      |
| 40 | MAR | CS    | Hicham Boussefiane    |
|    | MAR | CS    | Imad Khannouss        |

- A vastagítottan írott labdarúgók rendelkeznek felnőtt válogatottsággal.

## További hivatkozások
- Hivatalos honlapja Archiválva 2009. március 18-i dátummal a Wayback Machine-ben